# Kleptochthonius gertschi
Kleptochthonius gertschi är en spindeldjursart som beskrevs av Malcolm och Chamberlin 1961. Kleptochthonius gertschi ingår i släktet Kleptochthonius och familjen käkklokrypare. Inga underarter finns listade i Catalogue of Life.